# 西村精一

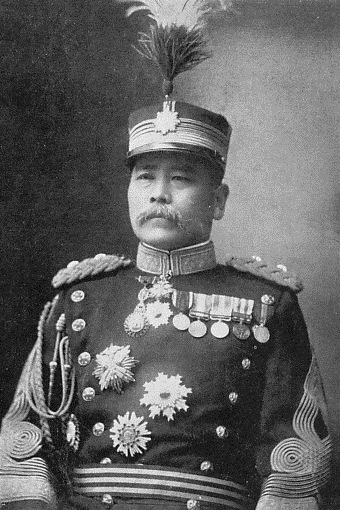
西村精一

西村 精一（にしむら せいいち、1855年7月21日（安政2年6月8日）- 1924年（大正13年）3月20日）は、明治から大正期の陸軍軍人、政治家、華族。最終階級は陸軍中将。貴族院議員、男爵。

## 経歴
長門国阿武郡、現在の山口県萩市で長州藩士・西村昌三の三男として生まれる。1871年（明治4年）大阪開成黌に入学。1874年（明治7年）東京陸軍兵学寮（のち陸軍士官学校）に転じ、1876年（明治9年）に卒業し陸軍少尉試補となる。
1877年（明治10年）4月21日、陸軍少尉任官。1894年（明治27年）3月、野戦砲兵第2連隊長に就任し 日清戦争に出征。威海衛作戦などに参加。その後、台湾に派遣された。1895年（明治28年）10月、砲兵大佐に昇進した。
1897年（明治30年）10月、野戦砲兵第10連隊長となり、1900年（明治33年）4月、陸軍少将に進級し舞鶴要塞司令官に就任した。同年7月、東京砲兵工廠提理に発令され、1902年（明治35年）5月から翌年5月まで兵器監事務取扱を兼務した。
1906年（明治39年）7月、陸軍中将に進み、1907年（明治40年）9月21日、その功績により男爵を叙爵し華族となった。1910年（明治43年）11月に待命となり、1913年（大正2年）1月、予備役に編入。1918年（大正7年）4月1日、後備役となる。
1918年7月10日、貴族院男爵議員に当選し、死去するまで貴族院議員に在任した。墓所は雑司ヶ谷霊園。

## 家族
- 父・西村昌三 ‐ 長州藩士[12]
- 妻・ちどり ‐ 長州藩士・福永得三の長女[12]
- 長男・西村敬三（1888-1962） ‐ 男爵、陸軍軍人。陸軍士官学校卒。岳父に荘清次郎、笠井定次郎。[12]
- 三女・シヅコ ‐ 多久安信の妻（のち安部輝太郎と再婚）。学習院女学部出身。[12]
- 四女・定子 ‐ 青山秀三郎の妻。子に青山博之。学習院女学部出身。[12]
- 五女・繁子 ‐ 近藤虎五郎長男・近藤光之（農学博士）の妻。学習院女学部出身。[12]

## 栄典
位階
- 1900年（明治33年）7月10日 - 正五位[10]
- 1905年（明治38年）7月20日 - 従四位[13]
- 1910年（明治43年）8月10日 - 正四位[14]
- 1913年（大正2年）1月30日 - 従三位[15]
- 1923年（大正12年）2月10日 - 正三位[16]

勲章等
- 1885年（明治18年）4月7日 - 勲五等双光旭日章[17]
- 1889年（明治22年）11月29日 - 大日本帝国憲法発布記念章[18]
- 1893年（明治26年）5月26日 - 勲四等瑞宝章[19]
- 1895年（明治28年）11月18日 - 明治二十七八年従軍記章[20]
- 1897年（明治30年）11月25日 - 勲三等瑞宝章[21]
- 1902年（明治35年）5月10日 - 明治三十三年従軍記章[22]
- 1905年（明治38年）5月30日 - 勲二等瑞宝章[23]
- 1906年（明治39年）4月1日 - 旭日重光章・功二級金鵄勲章・明治三十七八年従軍記章[24]
- 1907年（明治40年）9月21日 - 男爵 [25]
- 1924年（大正13年）3月20日 - 勲一等瑞宝章